# Gallery Project
Gallery Project oder Menalto Gallery ist ein in der Zwischenzeit eingestelltes Open-Source-Projekt, das Verwalten und Veröffentlichen von Fotos über einen Webserver mit PHP-Unterstützung ermöglicht. Fotos können in ihrer Größe angepasst, rotiert und gespiegelt werden, Vorschaubilder werden automatisch erstellt. Alben dienen der Gruppierung von Fotos und können in ihrer Hierarchie frei bestimmt werden. Es ist möglich, Alben via WebDAV als Netzlaufwerke einzubinden und Photos hoch- und runterzuladen. Das System kann über Erweiterungen angepasst werden.  Es existiert eine deutsche Übersetzung der Weboberfläche.
Die Version Gallery 2.0 wurde am 13. September 2005 freigegeben und wird weiterhin betreut. Die Nachfolgeversion Gallery 3.0 erschien am 5. Oktober 2010.
Gallery 3.0 benötigt, entgegen der empfohlenen php.ini-Standardeinstellungen, die Option „short_open_tag“ und unterstützt als Webserver offiziell nur den Apache 2.2 oder neuer. Alternative Webserver wie Nginx benötigen umfangreiche Konfigurationsanpassungen, um die Einstellungen, welche mittels .htaccess-Dateien durchgeführt werden, abzubilden.

## Einstellung der Entwicklung
Im Juni 2014 kündigten die Entwickler von Gallery auf ihrer Webseite an, Gallery nicht mehr weiterzuentwickeln. Die Entwickler hätten inzwischen das Interesse am Projekt verloren und es habe schon seit Monaten keine relevanten Änderungen am Code mehr gegeben. Die Webseite soll vorerst weiter als statische Version verfügbar bleiben.
Aufgrund der GPL-Lizenz ist es jedem möglich, Gallery zu forken und eine eigene Version weiterzuentwickeln. Bislang sind jedoch noch keine Forks von Gallery bekannt.

## Voraussetzungen für Gallery 2
- PHP – mindestens Version 4.3.0
- Eine Bibliothek zur Grafikmanipulation, entweder ImageMagick, NetPBM, GD Library oder GraphicsMagick.
- Einen Datenbank-Server, zum Beispiel MySQL

## Voraussetzungen für Gallery 3
- PHP – mindestens Version 5.2.3
- Einen MySQL 5+ Datenbank-Server
- Apache Webserver 2.2 oder neuer